# Hohenstaufenplatz
Der Hohenstaufenplatz ist ein Platz im Berliner Ortsteil Kreuzberg am Kottbusser Damm, in der Nähe des U-Bahnhofs Schönleinstraße. Der Platz trägt im Berliner Volksmund auch den Namen Zickenplatz, da hier früher Ziegen geweidet haben. Auf dem Platz findet jeden Dienstag von 12 bis 18:30 Uhr und samstags von 9 bis 14 Uhr ein Wochenmarkt statt.

## Geschichte
Im Jahre 1875 wurde der Platz durch eine Bepflasterung angelegt. Der Platz wurde am 27. Februar 1889 nach der Burg Hohenstaufen benannt, die der Stammsitz des Adelsgeschlechts der Staufer war. Im Jahre 1895 wurde auf dem Platz eine Bedürfnisanstalt erbaut, die jedoch später zu einem Imbiss umfunktioniert wurde und jetzt unter Denkmalschutz steht.

## Beschreibung
Der Hohenstaufenplatz wird durch seine rechteckige Form charakterisiert. Mittig auf dem Platz liegt ein Spielplatz in Form einer Sandgrube. Um den Spielplatz herum gliedern sich gepflasterte Wege durch die Begrünung in die Gestaltung des Platzes. Richtung Osten öffnet sich der Platz durch eine Begrünung und Wege zum Kottbusser Damm. An der südöstlichen Ecke des Platzes befindet sich zudem auch die zu einem Imbiss umfunktionierte Bedürfnisanstalt. Zur westlichen Seite wird der Platz durch zwei Ballspielplätze geöffnet und durch eine verkehrsberuhigte Straße erweitert, an der die Wochenmärkte stattfinden. Die Schönleinstraße fungiert hier als Grenze des Platzes. Des Weiteren sind um den Platz einreihige Parkplätze angesiedelt.

## Gedenken
| Art                                          | Datierung | Bild | Anmerkung                                                                                                |
| -------------------------------------------- | --------- | ---- | --- |
| Bronzeskulptur von Brigitte Jonelat-Saebisch | 1967      |      | Vor der Anlegung des Platzes haben hier Ziegen geweidet.                                                 |
| Gedenktafel Adelsgeschlecht Staufen          |           |      | Der Platz wurde nach der Burg Staufen benannt, welche der Stammsitz des Adelsgeschlechts der Staufer war |